# Navajo Joe
Navajo Joe és un spaghetti western italo-espanyol dirigit per Sergio Corbucci, estrenada el 1966. Ha estat doblat al català.

## Argument
Navajo Joe és un indi solitari, tota la seva tribu ha estat massacrada per una banda de caçadors d'indis. Els persegueix sense descans, fins que els troba saquejant un tren que transporta una gran suma de diners. Mata un a un els bandits i porta el tren fins a la seva destinació inicial: Esperanza. Després d'haver convençut els habitants del petit poble d'Esperanza de confiar-li els diners perquè els bandits restants no se n'apoderin, els amaga i els protegeix amb perill de la seva vida...

## Repartiment
- Burt Reynolds: Navajo Joe
- Aldo Sambrell: Mervyn Vee Duncan
- Nicoletta Machiavelli: Estella
- Fernando Rey: Padre Rattigan
- Simón Arriaga: Monkey
- Cris Huerta: El Gordo
- Pierre Cressoy: Dr. Chester Lynne
- Valeria Sabel: Hannah Lynne
- Mario Lanfranchi: Jefferson Clay, L'alcalde d'Esperanza
- Franca Polesello: Barbara
- Lucia Modugno: Geraldine
- Tanya Lopert: Maria
- Nino Imparato: Chuck

## Al voltant de la pel·lícula
En la seva estrena en sales, la pel·lícula va ser amputada d'alguns passatges considerats com massa xocants en aquell temps, com per exemple Duncan abatent fredament la jove mare, passatgera del tren, o també un dels homes de Duncan torturant Joe a cops de puny per fer-lo parlar. Aquests elements han estat tanmateix reintegrats en l'edició DVD en VOST.